# دارکوب زبله به اردوگاه می‌رود
دارکوب زبله به اردوگاه می‌رود با نام اصلی وودی دارکوب به کمپ می‌رود (به انگلیسی: Woody Woodpecker Goes to Camp) فیلمی لایو اکشن/پویانمایی کمدی بزن‌بکوب محصول سال ۲۰۲۴ است که توسط جان روزنبام بر اساس شخصیت کارتونی با همین نام کارگردانی شده است و دنباله فیلم ۲۰۱۷ دارکوب زبله و دومین قسمت از مجموعه فیلم‌های لایو اکشن دارکوب زبله است و توسط استیون مازور نوشته شده و توسط جان کایپر تهیه شده است. این فیلم توسط یونیورسال ۱۴۴۰ انترتینمنت و استودیوهای انیمیشن یونیورسال تولید و توسط نتفلیکس توزیع شده است‌. این فیلم در ۲۳ اوت ۲۰۲۴ منتشر شد.

## بازیگران
- اریک بائوزا در نقش صدای دارکوب زبله
- کوین مایکل ریچاردسون در نقش صدای باز بازارد[۴]
- تام کنی در نقش صدای والی والروس
- مری-لوئیز پارکر در نقش آنجی
- کلویی دی لس سانتس در نقش مگی
- جاش لاوسون در نقش زین
- ساوانا لا رین در نقش جی. جی.
- استر سان در نقش رز
- ایوان استانهوپ در نقش گاس
- جرج هولاهان-کنتول در نقش اورسان
- کرشاون تئودور در نقش مایکی
- سی سی دیور در نقش دوین
- راس-ساموئل ولد عابزگی در نقش کایلر
- مکس دی‌پینا در نقش افسر پلیس

## تولید و انتشار
در سال ۲۰۲۱، یونیورسال پیکچرز و یونیورسال ۱۴۴۰ انترتینمنت دنباله‌ای را برای فیلم ۲۰۱۷ دارکوب زبله اعلام کردند. این فیلم در ملبورن و در سراسر مناطق منطقه‌ای ویکتوریا از سپتامبر تا دسامبر همان سال فیلم‌برداری شد.
این فیلم در ۱۲ آوریل ۲۰۲۴ در نتفلیکس منتشر شد.

## پذیرایی
در وبگاه بازبینی جمعی راتن تومیتوز، ۱۷٪ درصد از نظرات ۶ منتقد مثبت هستند، با میانگین امتیاز ۴٫۲/۱۰.

## دنباله احتمالی
در مصاحبه‌ای با جان روزنبام، او اظهار داشت که ممکن است فیلم سومی نیز در این فرنچایز وجود داشته باشد.